# Pteropus macrotis
Pteropus macrotis är en däggdjursart som beskrevs av Wilhelm Peters 1867. Pteropus macrotis ingår i släktet Pteropus och familjen flyghundar.
Inga underarter finns listade i Catalogue of Life. Wilson & Reeder (2005) skiljer mellan två underarter. Inom släktet Pteropus bildar arten tillsammans med Pteropus pohlei och Pteropus poliocephalus en artgrupp. Typexemplaret hittades på Aruöarna.

## Utbredning
Denna flyghund förekommer på Nya Guinea och på mindre öar i samma region. Arten vistas i låglandet och i kulliga områden upp till 500 meter över havet. Habitatet utgörs av tropiska skogar, mangrove, savanner med trädgrupper, träskmarker, trädgårdar och fruktodlingar. Pteropus macrotis fångades ofta i slöjnät som var placerade intill vattendrag.

## Hot
I några regioner påverkas beståndet av skogsröjningar och etablering av odlingsmark för oljepalmer. Ett fåtal exemplar jagas som viltkött och ibland bekämpas individer av bönder som vill skydda sina fruktodlingar. Hela populationen bedöms som stor. IUCN kategoriserar arten globalt som livskraftig.